# Mount Yesenin
Mount Yesenin är ett berg i Antarktis. Det ligger i Östantarktis. Norge gör anspråk på området. Toppen på Mount Yesenin är 2 520 meter över havet, eller 303 meter över den omgivande terrängen. Bredden vid basen är 1,7 km.
Terrängen runt Mount Yesenin är varierad. Trakten är obefolkad. Det finns inga samhällen i närheten.